# Football Club Crotone 2017-2018
Questa voce raccoglie le informazioni riguardanti il Football Club Crotone nelle competizioni ufficiali della stagione 2017-2018.

## Stagione
Al secondo campionato in massima serie i calabresi lamentano nuovamente una partenza stentata, trovando poi 4 punti con la matricola Benevento e la neopromossa S.P.A.L. Nel resto del girone di andata i pitagorici sono protagonisti di risultati altalenanti, come le vittorie ai danni di Fiorentina e Bologna ma anche il crollo con l'Udinese; proprio in seguito alla gara con i friulani, l'allenatore Davide Nicola - artefice di una promozione e di una salvezza - rassegna le dimissioni. In panchina siede quindi Walter Zenga, che conquista una sola vittoria (a fronte di ben tre knock-out) sino al giro di boa. Dopo 19 giornate, la formazione calabrese condivide con la S.P.A.L. il terzultimo posto.
Il girone di ritorno vede il Crotone arrendersi ai sanniti e agli estensi, minando ulteriormente le possibilità di salvarsi. L'affermazione rossoblù in quel di Udine, a 4 giornate dal termine, condanna aritmeticamente il Benevento alla retrocessione mantenendo - al contempo - vive le speranze dei pitagorici; il successo contro il Sassuolo pare avvicinare maggiormente l'obiettivo della permanenza, prima che i passi falsi con Chievo e Lazio pongano di nuovo a rischio la compagine. La seconda salvezza consecutiva viene mancata all'ultimo respiro, per via della sconfitta sul campo del Napoli: unita alla vittoria dei ferraresi contro la Sampdoria, la battuta d'arresto in casa partenopea certifica il terzultimo posto ed il ritorno in serie cadetta dopo un biennio.

## Divise e sponsor
Lo sponsor tecnico per la stagione 2017-2018 è Zeus Sport (al secondo anno in massima serie italiana), mentre gli sponsor di maglia sono Lewer, Abramo e Metal Carpenteria.
| Casa | Trasferta | Terza divisa |

## Organigramma societario
Organigramma societario tratto dal sito ufficiale.
Area direttiva
- Presidente: Gianni Vrenna
- Direttore Generale: Raffaele Vrenna jr.
- Direttore Sportivo: Beppe Ursino
- Team Manager: Eugenio Caligiuri

Area tecnica
- Allenatore: Davide Nicola, poi Walter Zenga
- Allenatore in seconda: Manuele Cacicia, poi Benito Carbone

Area medica
- Coordinatore Sanitario: Angelo Carcea
- Responsabile Sanitario: Francesco Polimeno
- Medici: Loris Broccolo, Francesco Villirillo, Antonio Marullo

## Rosa
| N. |                                 | Ruolo | Calciatore          |
| -- | ------------------------------- | ----- | ------------------- |
| 1  | Italia (bandiera)               | P     | Alex Cordaz         |
| 3  | Italia (bandiera)               | P     | Marco Festa         |
| 5  | Romania (bandiera)              | A     | Adrian Stoian       |
| 6  | Svezia (bandiera)               | C     | Marcus Rohdén       |
| 7  | Italia (bandiera)               | D     | Federico Ceccherini |
| 9  | Italia (bandiera)               | C     | Andrea Nalini       |
| 10 | Italia (bandiera)               | C     | Andrea Barberis     |
| 11 | Germania (bandiera)             | C     | Oliver Kragl        |
| 11 | Italia (bandiera)               | A     | Federico Ricci      |
| 13 | Argentina (bandiera)            | C     | Mariano Izco        |
| 14 | Bosnia ed Erzegovina (bandiera) | C     | Cazim Suljic        |
| 17 | Croazia (bandiera)              | A     | Ante Budimir        |
| 19 | Francia (bandiera)              | A     | Moussa Diaby        |
| 20 | Bosnia ed Erzegovina (bandiera) | D     | Daniel Pavlović     |
| 21 | Italia (bandiera)               | D     | Giuseppe Cuomo      |
| 21 | Italia (bandiera)               | C     | Niccolò Zanellato   |
| 23 | Venezuela (bandiera)            | C     | Aristóteles Romero  |
| 23 | Italia (bandiera)               | D     | Marco Capuano       |

| N. |                      | Ruolo | Calciatore         |
| -- | -------------------- | ----- | ------------------ |
| 24 | Bulgaria (bandiera)  | C     | Aleksandăr Tonev   |
| 28 | Italia (bandiera)    | A     | Giuseppe Borello   |
| 29 | Italia (bandiera)    | A     | Marcello Trotta    |
| 31 | Italia (bandiera)    | D     | Mario Sampirisi    |
| 32 | Italia (bandiera)    | A     | Marco Tumminello   |
| 33 | Serbia (bandiera)    | A     | Luka Markovic      |
| 34 | Rep. Ceca (bandiera) | D     | Stefan Simič       |
| 37 | Italia (bandiera)    | D     | Davide Faraoni     |
| 38 | Italia (bandiera)    | C     | Rolando Mandragora |
| 44 | Uruguay (bandiera)   | D     | Leandro Cabrera    |
| 47 | Slovenia (bandiera)  | C     | Andrej Kotnik      |
| 78 | Italia (bandiera)    | P     | Aniello Viscovo    |
| 87 | Italia (bandiera)    | D     | Bruno Martella     |
| 89 | Italia (bandiera)    | C     | Giovanni Crociata  |
| 92 | Libia (bandiera)     | C     | Ahmad Benali       |
| 93 | Albania (bandiera)   | D     | Arlind Ajeti       |
| 99 | Nigeria (bandiera)   | A     | Simy               |

## Calciomercato

### Sessione estiva(dal 1/7 al 31/8)
| Acquisti | Acquisti           | Acquisti  | Acquisti                         |
| R.       | Nome               | da        | Modalità                         |
| -------- | ------------------ | --------- | -------------------------------- |
| D        | Arlind Ajeti       | Torino    | prestito con diritto di riscatto |
| D        | Leandro Cabrera    | Saragozza | definitivo                       |
| D        | Davide Faraoni     | Udinese   | definitivo                       |
| D        | Stefan Simič       | Milan     | prestito                         |
| D        | Daniel Pavlović    | Sampdoria | definitivo                       |
| C        | Giovanni Crociata  | Milan     | definitivo                       |
| C        | Mariano Izco       | Chievo    | svincolato                       |
| C        | Oliver Kragl       | Frosinone | definitivo                       |
| C        | Rolando Mandragora | Juventus  | prestito                         |
| C        | Aristóteles Romero | Mineros   | definitivo                       |
| A        | Ante Budimir       | Sampdoria | prestito                         |
| A        | Nunzio Di Roberto  | Cesena    | fine prestito                    |
| A        | Marco Tumminello   | Roma      | prestito                         |
| A        | Marcello Trotta    | Sassuolo  | prestito                         |

| Cessioni | Cessioni             | Cessioni    | Cessioni      |
| R.       | Nome                 | a           | Modalità      |
| -------- | -------------------- | ----------- | ------------- |
| D        | Claiton              | Cremonese   | definitivo    |
| D        | Gian Marco Ferrari   | Sassuolo    | fine prestito |
| D        | Djamel Mesbah        | Losanna     | definitivo    |
| D        | Manuel Nicoletti     | Catanzaro   | prestito      |
| D        | Aleandro Rosi        | Genoa       | fine prestito |
| C        | Boadu Maxwell Acosty | Rijeka      | definitivo    |
| C        | Leonardo Capezzi     | Sampdoria   | fine prestito |
| C        | Lorenzo Crisetig     | Bologna     | fine prestito |
| A        | Diego Falcinelli     | Sassuolo    | fine prestito |
| A        | Nunzio Di Roberto    | Salernitana | definitivo    |

### Sessione invernale(dal 3/1 al 31/1)
| Acquisti         | Acquisti          | Acquisti            | Acquisti                         |
| R.               | Nome              | da                  | Modalità                         |
| ---------------- | ----------------- | ------------------- | -------------------------------- |
| D                | Marco Capuano     | Cagliari            | prestito                         |
| C                | Ahmad Benali      | Pescara             | prestito                         |
| C                | Niccolò Zanellato | Milan               | prestito con obbligo di riscatto |
| A                | Federico Ricci    | Sassuolo            | prestito                         |
| A                | Moussa Diaby      | Paris Saint-Germain | prestito                         |
| Altre operazioni |                   |                     |                                  |
| R.               | Nome              | da                  | Modalità                         |
| C                | Marco Firenze     | Pro Vercelli        | fine prestito                    |

| Cessioni         | Cessioni        | Cessioni | Cessioni      |
| R.               | Nome            | a        | Modalità      |
| ---------------- | --------------- | -------- | ------------- |
| D                | Leandro Cabrera | Getafe   | prestito      |
| C                | Oliver Kragl    | Foggia   | prestito      |
| A                | Andrej Kotnik   | Gorica   | fine prestito |
| Altre operazioni |                 |          |               |
| R.               | Nome            | a        | Modalità      |
| D                | Giuseppe Cuomo  | Rende    | prestito      |
| C                | Marco Firenze   | Venezia  | prestito      |

### Trasferimenti dopo la sessione Invernale
| Acquisti | Acquisti      | Acquisti | Acquisti   |
| R.       | Nome          | da       | Modalità   |
| -------- | ------------- | -------- | ---------- |
| A        | Luka Markovic |          | svincolato |

| Cessioni | Cessioni           | Cessioni         | Cessioni                |
| R.       | Nome               | da               | Modalità                |
| -------- | ------------------ | ---------------- | ----------------------- |
| C        | Aristóteles Romero | Ankaran Hrvatini | prestito                |
| C        | Ćazim Suljić       | Ankaran Hrvatini | prestito                |
| C        | Aleksandăr Tonev   |                  | rescissione consensuale |

## Risultati

### Serie A

#### Girone di andata
| Arbitro: | Mariani (Aprilia) |

|  |           |                                       |
|  | Marcatori | 6’ (rig.) Kessié 18’ Cutrone 23’ Suso |

| Crotone 27 agosto 2017, ore 20:45 CEST 2ª giornata | Crotone                  | 0 – 0 referto | Verona | Stadio Ezio Scida (9 158 spett.)\| Arbitro: \| Guida (Torre Annunziata) \| |
| Arbitro:                                           | Guida (Torre Annunziata) |               |        |                                                                            |

| Arbitro: | Doveri (Roma) |

|         |           |  |
| Sau 33’ | Marcatori |  |

| Arbitro: | Banti (Livorno) |

|  |           |                          |
|  | Marcatori | 82’ Škriniar 92’ Perišić |

| Arbitro: | Piccinini (Forlì) |

|                                                         |           |                |
| Petagna 5’ Caldara 25’ Iličič 38’ Gómez 63’, 74’ (rig.) | Marcatori | 70’ Tumminello |

| Arbitro: | Orsato (Schio) |

|                           |           |  |
| Mandragora 43’ Rohdén 57’ | Marcatori |  |

| Arbitro: | Mazzoleni (Bergamo) |

|              |           |          |
| Paloschi 39’ | Marcatori | 59’ Simy |

| Arbitro: | Valeri (Roma 2) |

|                         |           |                               |
| Rohdén 25’ Martella 64’ | Marcatori | 53’ Falque 90+2’ De Silvestri |

| Arbitro: | Calvarese (Teramo) |

|                                                                         |           |  |
| Ferrari 3’ Quagliarella 11’ (rig.) Caprari 38’ Linetty 71’ Kownacki 76’ | Marcatori |  |

| Arbitro: | Manganiello (Pinerolo) |

|                    |           |  |
| Perotti 10’ (Rig.) | Marcatori |  |

| Arbitro: | Maresca (Napoli) |

|                        |           |             |
| Budimir 17’ Trotta 18’ | Marcatori | 44’ Benassi |

| Arbitro: | Pasqua (Tivoli) |

|                  |           |                                    |
| Verdi 38’, 45+1’ | Marcatori | 42’, 70’ Budimir 68’ (rig.) Trotta |

| Arbitro: | Tagliavento (Terni) |

|  |           |               |
|  | Marcatori | 11’ L. Rigoni |

| Arbitro: | Gavillucci (Latina) |

|                                          |           |  |
| Mandžukić 52’ De Sciglio 60’ Benatia 71’ | Marcatori |  |

| Arbitro: | Massa (Imperia) |

|  |           |                             |
|  | Marcatori | 40’, 53’ Jankto 66’ Lasagna |

| Arbitro: | Manganiello (Pinerolo) |

|                            |           |                   |
| Goldaniga 49’ Politano 61’ | Marcatori | 66’ (aut.) Acerbi |

| Arbitro: | Pairetto (Nichelino) |

|             |           |  |
| Budimir 49’ | Marcatori |  |

| Arbitro: | Calvarese (Teramo) |

|                                                          |           |  |
| J. Lukaku 56’ Immobile 78’ Lulić 86’ Felipe Anderson 89’ | Marcatori |  |

| Arbitro: | Mariani (Aprilia) |

|  |           |            |
|  | Marcatori | 17’ Hamšík |

#### Girone di ritorno
| Arbitro: | Maresca (Napoli) |

|             |           |  |
| Bonucci 54’ | Marcatori |  |

| Arbitro: | Rocchi (Firenze) |

|  |           |                                  |
|  | Marcatori | 3’ Barberis 54’ Stoian 67’ Ricci |

| Arbitro: | Tagliavento (Terni) |

|                   |           |                |
| Trotta 29’ (rig.) | Marcatori | 45+7’ Cigarini |

| Arbitro: | Orsato (Schio) |

|          |           |              |
| Éder 23’ | Marcatori | 60’ Barberis |

| Arbitro: | Massa (Imperia) |

|                |           |              |
| Mandragora 79’ | Marcatori | 88’ Palomino |

| Arbitro: | Rocchi (Firenze) |

|                                  |           |                         |
| Sandro 37’ Viola 65’ Diabaté 89’ | Marcatori | 11’ Crociata 73’ Benali |

| Arbitro: | Orsato (Schio) |

|                  |           |                                      |
| Budimir 49’, 86’ | Marcatori | 37’ Antenucci 51’ Šimić 60’ Paloschi |

| Arbitro: | Gavillucci (Latina) |

|                                       |           |             |
| Belotti 16’, 36’, 68’ Iago Falque 20’ | Marcatori | 90’ Faraoni |

| Arbitro: | Mazzoleni (Bergamo) |

|                                              |           |            |
| Trotta 6’, 37’ Stoian 23’ Viviano 85’ (aut.) | Marcatori | 70’ Zapata |

| Arbitro: | Banti (Livorno) |

|  |           |                                |
|  | Marcatori | 39’ El Shaarawy 75’ Nainggolan |

| Arbitro: | Valeri (Roma) |

|                       |           |  |
| Simeone 3’ Chiesa 62’ | Marcatori |  |

| Arbitro: | Calvarese (Teramo) |

|          |           |  |
| Simy 25’ | Marcatori |  |

| Arbitro: | Irrati (Pistoia) |

|           |           |  |
| Bessa 28’ | Marcatori |  |

| Arbitro: | Fabbri (Ravenna) |

|          |           |                 |
| Simy 65’ | Marcatori | 16’ Alex Sandro |

| Arbitro: | Di Bello (Brindisi) |

|            |           |                     |
| Lasagna 5’ | Marcatori | 7’ Simy 86’ Faraoni |

| Arbitro: | Damato (Barletta) |

|                              |           |                      |
| Trotta 4’, 31’ Simy 16’, 89’ | Marcatori | 45+2’ (rig.) Berardi |

| Arbitro: | Massa (Imperia) |

|                         |           |                  |
| Birsa 12’ Stępiński 82’ | Marcatori | 90+4’ Tumminello |

| Arbitro: | Mazzoleni (Bergamo) |

|                         |           |                                       |
| Simy 29’ Ceccherini 61’ | Marcatori | 17’ (rig.) Lulić 84’ Milinković-Savić |

| Arbitro: | Banti (Livorno) |

|                        |           |                |
| Milik 23’ Callejón 32’ | Marcatori | 90’ Tumminello |

### Coppa Italia

#### Turni preliminari
| Arbitro: | Pinzani (Empoli) |

|                        |           |          |
| Budimir 25’ Trotta 83’ | Marcatori | 62’ Bini |

| Arbitro: | Manganiello (Pinerolo) |

|              |           |  |
| Migliore 54’ | Marcatori |  |

## Statistiche

### Statistiche di squadra
Statistiche aggiornate al 20 maggio 2018.
| Competizione | Punti | In casa | In casa | In casa | In casa | In casa | In casa | In trasferta | In trasferta | In trasferta | In trasferta | In trasferta | In trasferta | Totale | Totale | Totale | Totale | Totale | Totale | DR  |
| Competizione | Punti | G       | V       | N       | P       | Gf      | Gs      | G            | V            | N            | P            | Gf           | Gs           | G      | V      | N      | P      | Gf     | Gs     | DR  |
| ------------ | ----- | ------- | ------- | ------- | ------- | ------- | ------- | ------------ | ------------ | ------------ | ------------ | ------------ | ------------ | ------ | ------ | ------ | ------ | ------ | ------ | --- |
| Serie A      | 35    | 19      | 6       | 6       | 7       | 23      | 25      | 19           | 3            | 2            | 14           | 17           | 41           | 38     | 9      | 8      | 21     | 40     | 66     | −26 |
| Coppa Italia | -     | 1       | 1       | 0       | 0       | 2       | 1       | 1            | 0            | 0            | 1            | 0            | 1            | 2      | 1      | 0      | 1      | 2      | 2      | 0   |
| Totale       | -     | 20      | 7       | 6       | 7       | 25      | 26      | 20           | 3            | 2            | 15           | 17           | 42           | 40     | 10     | 8      | 22     | 42     | 68     | −26 |

### Andamento in campionato
| Giornata  | 1  | 2  | 3  | 4  | 5  | 6  | 7  | 8  | 9  | 10 | 11 | 12 | 13 | 14 | 15 | 16 | 17 | 18 | 19 | 20 | 21 | 22 | 23 | 24 | 25 | 26 | 27 | 28 | 29 | 30 | 31 | 32 | 33 | 34 | 35 | 36 | 37 | 38 |
| --------- | -- | -- | -- | -- | -- | -- | -- | -- | -- | -- | -- | -- | -- | -- | -- | -- | -- | -- | -- | -- | -- | -- | -- | -- | -- | -- | -- | -- | -- | -- | -- | -- | -- | -- | -- | -- | -- | -- |
| Luogo     | C  | C  | T  | C  | T  | C  | T  | C  | T  | T  | C  | T  | C  | T  | C  | T  | C  | T  | C  | T  | T  | C  | T  | C  | T  | C  | T  | C  | C  | T  | C  | T  | C  | T  | C  | T  | C  | T  |
| Risultato | P  | N  | P  | P  | P  | V  | N  | N  | P  | P  | V  | V  | P  | P  | P  | P  | V  | P  | P  | P  | V  | N  | N  | N  | P  | P  | P  | V  | P  | P  | V  | P  | N  | V  | V  | P  | N  | P  |
| Posizione | 12 | 12 | 16 | 18 | 18 | 16 | 13 | 16 | 15 | 15 | 15 | 15 | 15 | 16 | 16 | 17 | 17 | 17 | 18 | 18 | 17 | 17 | 17 | 17 | 17 | 17 | 18 | 17 | 18 | 18 | 18 | 18 | 18 | 17 | 15 | 17 | 18 | 18 |

Legenda:

Luogo: C = Casa; T = Trasferta. Risultato: V = Vittoria; N = Pareggio; P = Sconfitta.

### Statistiche dei giocatori
Sono in corsivo i calciatori che hanno lasciato la società a stagione in corso.
| Giocatore     | Serie A  | Serie A | Serie A     | Serie A    | Coppa Italia | Coppa Italia | Coppa Italia | Coppa Italia | Totale   | Totale | Totale      | Totale     |
| Giocatore     | Presenze | Reti    | Ammonizioni | Espulsioni | Presenze     | Reti         | Ammonizioni  | Espulsioni   | Presenze | Reti   | Ammonizioni | Espulsioni |
| ------------- | -------- | ------- | ----------- | ---------- | ------------ | ------------ | ------------ | ------------ | -------- | ------ | ----------- | ---------- |
| A. Ajeti      | 21       | 0       | 7           | 0          | 2            | 0            | 0            | 0            | 23       | 0      | 7           | 0          |
| A. Barberis   | 38       | 2       | 1           | 0          | 1            | 0            | 0            | 0            | 39       | 2      | 1           | 0          |
| A. Benali     | 10       | 1       | 2           | 0          | 0            | 0            | 0            | 0            | 10       | 1      | 2           | 0          |
| G. Borello    | 0        | 0       | 0           | 0          | 0            | 0            | 0            | 0            | 0        | 0      | 0           | 0          |
| A. Budimir    | 22       | 6       | 8           | 0          | 1            | 1            | 0            | 0            | 23       | 7      | 8           | 0          |
| L. Cabrera    | 5        | 0       | 0           | 0          | 2            | 0            | 0            | 0            | 7        | 0      | 0           | 0          |
| M. Capuano    | 16       | 0       | 3           | 1          | 0            | 0            | 0            | 0            | 16       | 0      | 3           | 1          |
| F. Ceccherini | 37       | 1       | 4           | 1          | 1            | 0            | 0            | 0            | 38       | 1      | 4           | 1          |
| A. Cordaz     | 38       | -66     | 2           | 0          | 1            | -1           | 0            | 0            | 39       | -67    | 2           | 0          |
| G. Crociata   | 11       | 1       | 0           | 0          | 1            | 0            | 0            | 0            | 12       | 1      | 0           | 0          |
| M. Diaby      | 2        | 0       | 0           | 0          | 0            | 0            | 0            | 0            | 2        | 0      | 0           | 0          |
| N. Dussenne   | 1        | 0       | 1           | 0          | 0            | 0            | 0            | 0            | 1        | 0      | 1           | 0          |
| D. Faraoni    | 28       | 2       | 2           | 0          | 2            | 0            | 0            | 0            | 30       | 2      | 2           | 0          |
| M. Festa      | 0        | 0       | 0           | 0          | 1            | -1           | 0            | 0            | 1        | -1     | 0           | 0          |
| M. Izco       | 5        | 0       | 0           | 0          | 0            | 0            | 0            | 0            | 5        | 0      | 0           | 0          |
| O. Kragl      | 5        | 0       | 0           | 0          | 0            | 0            | 0            | 0            | 5        | 0      | 0           | 0          |
| R. Mandragora | 36       | 2       | 8           | 0          | 1            | 0            | 0            | 0            | 37       | 2      | 8           | 0          |
| L. Markovic   | 0        | 0       | 0           | 0          | 0            | 0            | 0            | 0            | 0        | 0      | 0           | 0          |
| B. Martella   | 30       | 1       | 3           | 0          | 2            | 0            | 1            | 0            | 32       | 1      | 4           | 0          |
| A. Nalini     | 23       | 0       | 2           | 0          | 0            | 0            | 0            | 0            | 23       | 0      | 2           | 0          |
| D. Pavlović   | 10       | 0       | 0           | 0          | 0            | 0            | 0            | 0            | 10       | 0      | 0           | 0          |
| F. Ricci      | 14       | 1       | 4           | 0          | 0            | 0            | 0            | 0            | 14       | 1      | 4           | 0          |
| M. Rohdén     | 26       | 2       | 2           | 0          | 1            | 0            | 0            | 0            | 27       | 2      | 2           | 0          |
| A. Romero     | 6        | 0       | 0           | 0          | 1            | 0            | 0            | 0            | 7        | 0      | 0           | 0          |
| M. Sampirisi  | 31       | 0       | 2           | 0          | 0            | 0            | 0            | 0            | 31       | 0      | 2           | 0          |
| D. Simič      | 9        | 0       | 2           | 0          | 1            | 0            | 1            | 0            | 10       | 0      | 3           | 0          |
| Simy          | 23       | 7       | 1           | 0          | 1            | 0            | 0            | 0            | 24       | 7      | 1           | 0          |
| A. Stoian     | 32       | 2       | 5           | 0          | 2            | 0            | 0            | 0            | 34       | 2      | 5           | 0          |
| Ć. Suljić     | 0        | 0       | 0           | 0          | 1            | 0            | 1            | 0            | 1        | 0      | 1           | 0          |
| A. Tonev      | 8        | 0       | 0           | 0          | 2            | 0            | 0            | 0            | 10       | 0      | 0           | 0          |
| M. Trotta     | 34       | 7       | 2           | 0          | 1            | 0            | 0            | 0            | 35       | 7      | 2           | 0          |
| M. Tumminello | 10       | 3       | 1           | 0          | 0            | 0            | 0            | 0            | 10       | 3      | 1           | 0          |
| A. Viscovo    | 0        | 0       | 0           | 0          | 0            | 0            | 0            | 0            | 0        | 0      | 0           | 0          |
| N. Zanellato  | 1        | 0       | 0           | 0          | 0            | 0            | 0            | 0            | 1        | 0      | 0           | 0          |